# География Уфы

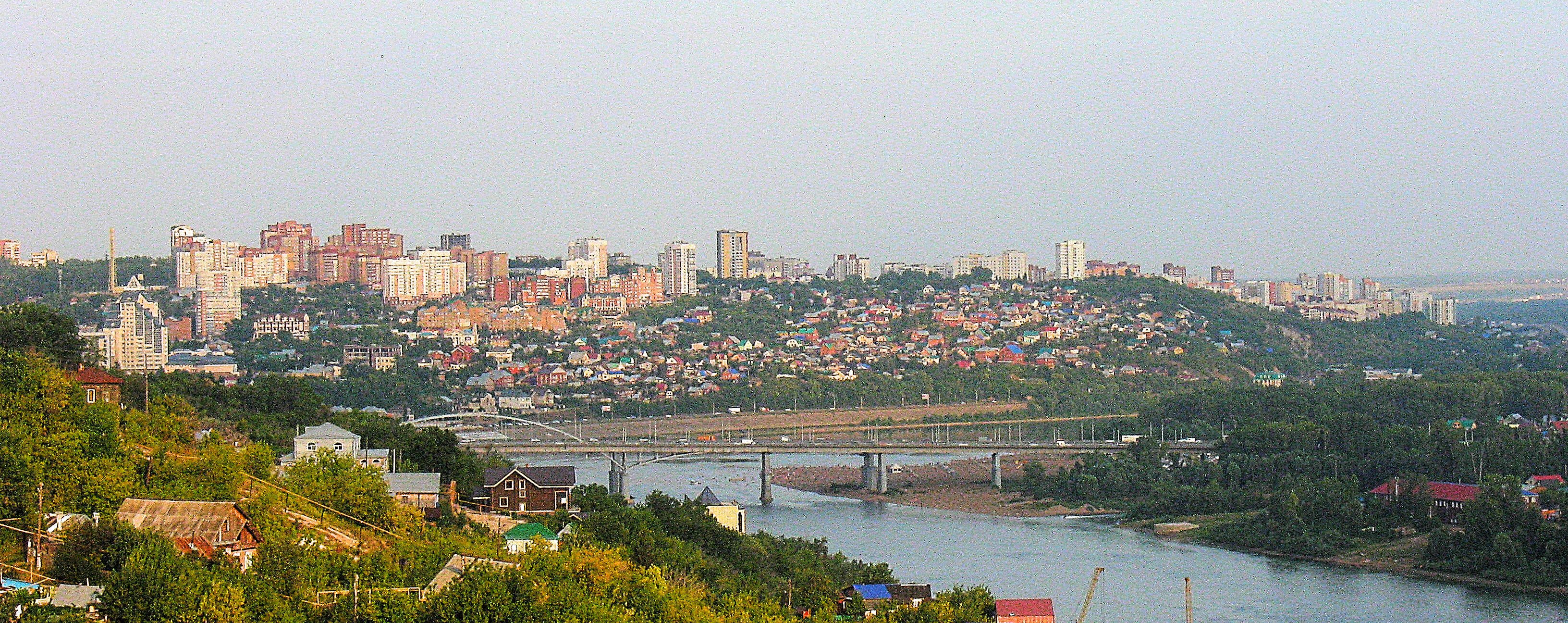
Панорама набережной реки Белой. Оренбургский и Бельский мосты.

Уфа — самый просторный город-миллионер, и пятый по площади и по протяжённости город России. Расположен на берегу реки Белой, при впадении в неё рек Уфы и Дёмы, на Прибельской увалисто-волнистой равнине, в 100 км к западу от хребтов Южного Урала. Лежит преимущественно в междуречье рек Белой и Уфы, на Уфимском полуострове. Площадь города составляет 707,9 км², протяжённость границы города — 232 км.

### Географическое положение
Уфа находится на 55° с. ш., протяжённость с севера на юг — 53,5 км, с запада на восток — 29,8 км. Координаты центра Старой Уфы — 54°42′ с. ш. 55°57′ в. д., Новой Уфы — 54°43′ с. ш. 55°56′ в. д., Черниковки — 54°48′ с. ш. 56°05′ в. д., Дёмы — 54°41′ с. ш. 55°50′ в. д..
Абсолютная отметка над уровнем моря — 212 м.
| С-З | Ижевск 390 км Киров 780 км                                   | Пермь ~ 522 км Сыктывкар ~ 1204 км                | Екатеринбург 550 км Тюмень 810 км                                       | С-В |
| З   | Москва 1315 км Казань 529 км Самара 460 км Нижнекамск 331 км | Роза ветров                                       | Челябинск 420 км Омск 1350 км                                           | В   |
| Ю-З | Саратов 928 км Волгоград 1310 км                             | Оренбург 370 км Актобе ~ 630 км Ташкент ~ 2226 км | Магнитогорск 350 км Костанай 656 км Кокшетау 1144 км Нур-Султан 1420 км | Ю-В |

Уфа находится в часовой зоне МСК+2. Смещение применяемого времени относительно UTC составляет +5:00. В соответствии с применяемым временем и географической долготой средний солнечный полдень в Уфе наступает в 13:16.

### Геология и рельеф
Ландшафт города в значительной степени определил развитие, застройку, планировку и современный облик Уфы. Река Сутолока делит Уфимский полуостров на Бельско-Сутолоцкую и Сутолоцко-Уфимскую части (ландшафты) Сутолоцким оврагом.
Под городом располагается система из 20 естественных пещер и штолен для выработки асбеста и гипса. Самая длинная штольня — Дудкинская, имеет протяжённость более 2,5 километра. Длина остальных штолен не превышает 800 м. Уфа находится в северной лесостепной подзоле умеренного климата.

### Гидрография
Ширина реки Белой в районе города — 400 м, а средняя глубина — 1,5–5 м, уровень воды в половодье поднимается на 6–9 м. Ширина реки Уфы — 300 м, средняя глубина — 2–2,5 м.

### Климат
Климат — умеренно-континентальный, но несколько мягче, чем в Екатеринбурге или Перми.
Средняя температура: января — минус 15 °С; июля — 19,7 °С. Абсолютный минимум температуры зарегистрирован 1 января 1979 года  минус 48,5 °C, абсолютный максимум зарегистрирован 10 июля 2023  — 38,9 °C. Среднегодовая температура воздуха — 3,8 °C. Среднее количество осадков — 418 мм (в левобережной части (Кооперативная Поляна, Затон) — до 349 мм, а в правобережной — до 550–600 мм в год.
| Показатель                    | Янв.  | Фев.  | Март  | Апр.  | Май  | Июнь | Июль | Авг. | Сен. | Окт.  | Нояб. | Дек.  | Год   |
| ----------------------------- | ----- | ----- | ----- | ----- | ---- | ---- | ---- | ---- | ---- | ----- | ----- | ----- | ----- |
| Абсолютный максимум, °C       | 5,8   | 9,2   | 16,2  | 31,1  | 36,2 | 38,3 | 38,9 | 38,5 | 33,4 | 26,8  | 15,4  | 5     | 38,9  |
| Средний суточный максимум, °C | −8,2  | −6,8  | 0,2   | 10,9  | 19,9 | 24,6 | 25,9 | 23,5 | 17,2 | 8,7   | −1    | −6,9  | 9     |
| Средняя температура, °C       | −12,3 | −11,8 | −5,1  | 5,2   | 13,2 | 18,1 | 19,7 | 17,2 | 11,3 | 4,6   | −4,2  | −10,7 | 3,8   |
| Средний суточный минимум, °C  | −17   | −17   | −10,4 | −0,1  | 6,8  | 11,9 | 13,7 | 11,6 | 6,5  | 1,1   | −7,5  | −14,9 | −1,3  |
| Абсолютный минимум, °C        | −48,5 | −43,5 | −34,4 | −27,8 | −9,7 | −1,2 | 1,4  | −0,1 | −6,8 | −25,6 | −35,1 | −45   | −48,5 |
| Норма осадков, мм             | 48    | 39    | 32    | 33    | 47   | 67   | 55   | 58   | 51   | 58    | 52    | 51    | 590   |
| Источник: Погода и климат     |       |       |       |       |      |      |      |      |      |       |       |       |       |

| Показатель                        | Янв.  | Фев.  | Март | Апр. | Май  | Июнь | Июль | Авг. | Сен. | Окт. | Нояб. | Дек.  | Год |
| --------------------------------- | ----- | ----- | ---- | ---- | ---- | ---- | ---- | ---- | ---- | ---- | ----- | ----- | --- |
| Средний суточный максимум, °C     | −10   | −9    | 0,5  | 11,6 | 20,9 | 24,5 | 26,5 | 25,1 | 18,0 | 9,5  | −0,3  | −7,3  | 9,2 |
| Средняя температура, °C           | −13,8 | −14,7 | −4,4 | 6,4  | 14,2 | 18,3 | 20,2 | 18,7 | 12,6 | 5,5  | −2,7  | −10,5 | 4,1 |
| Средний суточный минимум, °C      | −17,9 | −20   | −9,3 | 0,9  | 7,3  | 12,0 | 13,8 | 12,2 | 7,2  | 1,2  | −5,3  | −14,2 | −1  |
| Источник: www.weatheronline.co.uk |       |       |      |      |      |      |      |      |      |      |       |       |     |

### Экология
Основным фактором загрязнения атмосферы вблизи крупных магистралей и перекрёстков являются большое количество автотранспорта и автомобильные пробки в часы пик..
Большой удар по экологии города нанесла Фенольная катастрофа, произошедшая в период с ноября 1989 года по март 1990 года на химическом заводе «Уфахимпром». Вследствие аварии были тяжело загрязнены реки Чернушка, Шугуровка, Уфа. Общая численность населения, потреблявшего питьевую воду, загрязненную фенолом из Южного водозабора Уфы, составила 672 876 человек.
По данным государственного доклада «О состоянии природных ресурсов и окружающей среды Республики Башкортостан в 2019 году» уровень загрязнения диоксидом азота составлял — 0,8 ПДК, бенза(а)пиреном — 0,7 ПДК .
По данным постов наблюдений ФГБУ «Башкирское УГМС» в Уфе индекс загрязнения атмосферного воздуха характеризуется как низкий.
Объём выбросов загрязняющих веществ от стационарных и передвижных источников в 2019 году составил — 214,2 тыс., при этом объём выбросов от стационарных источников — 175,6 тыс. т, от передвижных источников — 127,1 тыс. т.
Объёмы выбросов загрязняющих веществ в атмосферу в 2015—2019 годах приведена в таблице
|                              | 2015 г. | 2016 г. | 2017 г. | 2018 г. | 2019 г. |
| ---------------------------- | ------- | ------- | ------- | ------- | ------- |
| Всего по городу, в том числе | 222,2   | 234,6   | 225,1   | 211,8   | 214,2   |
| от стационарных источников   | 140,6   | 153,0   | 143,5   | 130,2   | 175,6   |
| от транспортных средств      | 81,6    | 81,6    | 81,6    | 81,6    | 38,6    |

Основной вклад в выбросы от стационарных источников вносят предприятия нефтеперерабатывающей промышленности — 71 % и энергетики — 4,3 %. Доля автотранспорта в суммарном объёме выбросов загрязняющих веществ в атмосферу — 22 %. В расчете на одного жителя города поступление загрязняющих веществ в атмосферу составило 0,190 тонны
Средние за год концентрации специфических веществ: ксилолов — 0,009 мг/м3, толуола — 0,056 мг/м3, этилбензола — 0,002 мг/м3, сероводород — 0,000 мг/м3, остальных примесей — ниже допустимых норм. Максимальные из разовых концентрации составили: хлорида водорода — 8,5 ПДК; сероводорода — 9,6 ПДК; ксилолов — 3,0 ПДК, фенола — 1,6 ПДК (по данным Центра гигиены и эпидемиологии в Республике Башкортостан); этилбензола — 4,0 ПДК; остальных примесей — ниже допустимых норм. Загрязнение воздуха тяжелыми металлами незначительное
Ведущие отрасли промышленности: нефтеперерабатывающая, включающая в себя три нефтеперерабатывающих завода: «Башнефть — Уфанефтехим», «Башнефть — Уфимский НПЗ», «Башнефть — Новойл», являющихся филиалами ПАО АНК «Башнефть»;
Химическая, крупным представителем которой является ПАО «Уфаоргсинтез», нефтедобывающая — ООО «Башнефть-добыча», НГДУ Уфанефть Демский район; машиностроение и металлообработка представлены ПАО «Уфимское моторостроительное производственное объединение», АО "УАП «Гидравлика», ОАО «Уфимское агрегатное производственное объединение»;
Лесная и деревообрабатывающая — ООО «Уфимский фанерный комбинат», ООО «Башмебель — плюс»; медицинская — ОАО «Фармстандарт — УфаВИТА», НПО «Иммунопрепарат» филиал ФГУП "НПО «Микроген» МЗ РФ в г. Уфа; предприятия по производству стройматериалов: ОАО «СТЕКЛОНиТ» (входит в Группу компаний «РУСКОМПОЗИТ»), филиал ООО «Русджам Стеклотара Холдинг» в г. Уфа, легкая и пищевая промышленности.
В районе г. Уфы в 2019 году в поверхностные водные объекты сброшено 49,34 % стоков и 2,69 % массы загрязняющих веществ от их общереспубликанского уровня. Большая часть загрязняющих веществ по г. Уфе (99,47 % от общей массы сброса по городу) приходится на МУП «Уфаводоканал»
| Забрано свежей воды | Забрано свежей воды              | Сброшено сточных вод | Сброшено сточных вод                     | Сброшено загрязняющих веществ             | Сброшено загрязняющих веществ                |
| ------------------- | -------------------------------- | -------------------- | ---------------------------------------- | ----------------------------------------- | -------------------------------------------- |
| Объём, млн. м³      | % от объёма забранной воды по РБ | Объём, млн.куб.м     | % от объёма сброшенных сточных вод по РБ | Масса сброса загрязняющих веществ, тыс. т | % от массы сброса загрязняющих веществ по РБ |
| 249,3               | 29,97                            | 222,17               | 49,34                                    | 29,91                                     | 2,69                                         |

На предприятии объём выбросов «Башнефть-Новойл» загрязняющих веществ в атмосферный воздух в 2019 году составил 56,679 тыс. тонн, что выше уровня 2018 года (50,875 тыс. тонн) на 5,804 тыс. тонн.
Объём выбросов загрязняющих веществ «Башнефть-Уфанефтехим» в атмосферный воздух за 2019 год составил 38,143 тыс. тонн, что выше уровня 2018 года (34,991 тонн) на 3,152 тыс. тонн. В 2019 году продолжилась утилизация и очистка газов разложения с вакуумсоздающих блоков установок АВТ 2-4.
Объём выбросов загрязняющих веществ «Башнефть-УНПЗ» в атмосферу в 2019 году составил 26,209 тыс. тонн (в 2018 г. — 19,978 тыс. тонн). Выбросы загрязняющих веществ к уровню прошлого года выше на 6,231 тыс. тонн.
Объём выбросов загрязняющих веществ ПАО «Уфаоргсинтез» в атмосферный воздух за 2019 год составил 4,235 тыс. тонн (в 2018 году — 3,808 тыс. тонн), произошло увеличение объёмов выбросов по сравнению с прошлым периодом на 0,427 тыс. тонн.
Авиационная промышленность в республике представлена предприятиями: ОАО «Уфимское моторостроительное производственное объединение» (объём выбросов загрязняющих веществ в атмосферный воздух в 2019 году — 0,494 тыс. тонн), АО «Уфимское приборостроительное производственное объединение» (0,027 тыс. тонн), АО "Уфимское агрегатное предприятие «Гидравлика» (0,112 тыс. тонн), АО «Уфимское агрегатное производственное объединение» (0,06 тыс. тонн), Кумертауское авиационное производственное предприятие холдинга «Вертолеты России» (0,073 тыс. тонн).